# Manuela Zehnder
Manuela Zehnder (* 2. August 1983 in Aadorf) ist eine ehemalige Schweizer Squashspielerin.

## Karriere
Manuela Zehnder spielte von 2001 bis 2003 vereinzelt auf der WSA World Tour. Ihre höchste Platzierung in der Weltrangliste erreichte sie mit Rang 95 im März 2002. Im selben Jahr wurde sie Europameisterin bei den Juniorinnen, nachdem sie im Finale Laura Massaro besiegt hatte. Mit der Schweizer Nationalmannschaft nahm sie 2000 und 2004 an der Weltmeisterschaft teil und stand auch mehrfach im Kader bei Europameisterschaften. Zehnder wurde von 2002 bis 2004 viermal in Folge Schweizer Landesmeisterin.

## Erfolge
- Schweizer Meister: 4 Titel (2002–2005)